# Cullybackey
Cullybackey är en ort i Storbritannien.   Den ligger i riksdelen Nordirland, i den västra delen av landet, 500 km nordväst om huvudstaden London. Cullybackey ligger 72 meter över havet och antalet invånare är 2 502.
Terrängen runt Cullybackey är huvudsakligen platt, men västerut är den kuperad. Runt Cullybackey är det ganska glesbefolkat, med 28 invånare per kvadratkilometer. Närmaste större samhälle är Ballymena, 5,3 km sydost om Cullybackey. Trakten runt Cullybackey består i huvudsak av gräsmarker.